# 古見 (竹富町)
古見（こみ）は日本の南西諸島、沖縄県八重山郡竹富町の字。郵便番号 907-1432。

## 地理

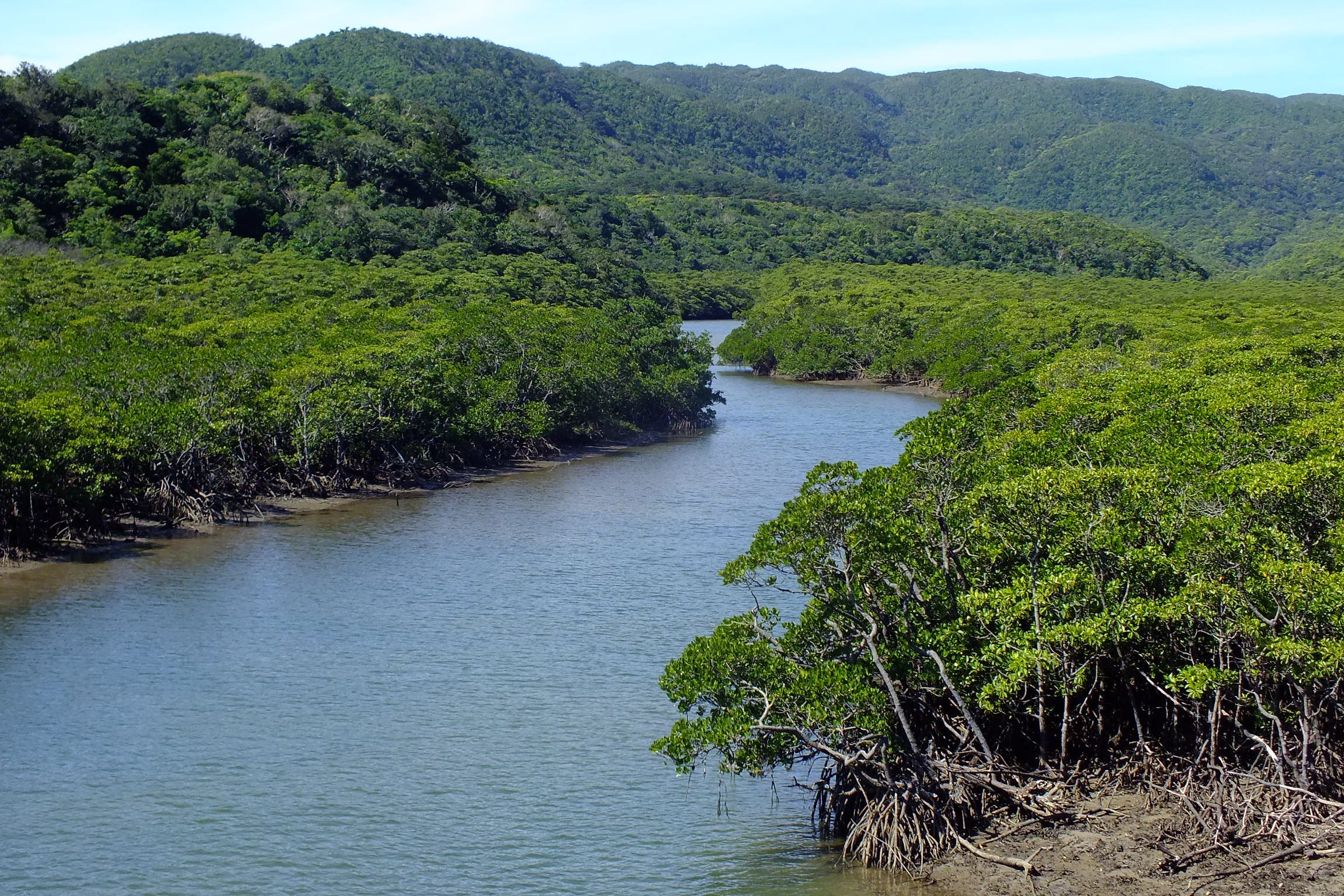
後良川のマングローブ群落

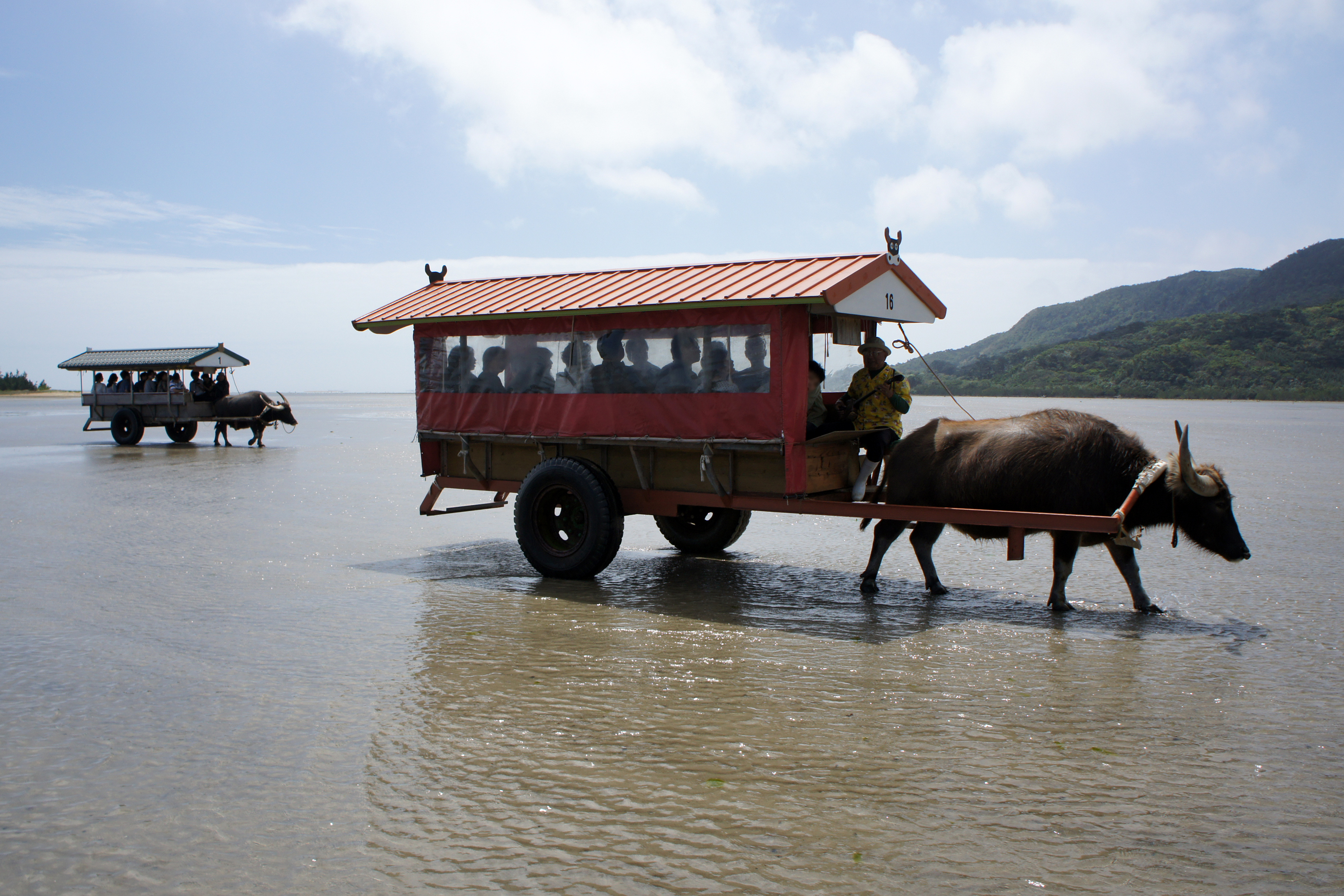
由布島と西表島を往来する水牛車

西表島の北東部一帯が字古見となっており、687番地のみが西表島に隣接する由布島（ゆぶじま）に割り当てられている。沖縄県道215号白浜南風見線沿いに南側を大富（字南風見仲）、北側を字高那と接する。かつては現在の大字古見の南部が古見・北部が美原（みはら）・美原の対岸に位置する由布島の全域が由布と3つの小字に分けられていた。
標高469.5メートルの島内最高峰である古見岳や国の天然記念物の指定を受けているサキシマスオウノキの群落など、豊かな自然の残る地域である。

## 歴史
「古見」の地名は西表島の古称である「古見島」に由来し、島西部の祖納と共に早くから集落が開けていた。14世紀後半には琉球王国が八重山列島における前線拠点を置いた場所とされ、15世紀頃には八重山の中心地として繁栄した。古見や由布島では主に竹富島からの出作で水稲栽培が行われていたが、1771年に発生した八重山地震の津波（明和の大津波）で壊滅的被害を受けたと考えられている。
明治から昭和初期にかけて古見や北部の美原、由布において竹富島や黒島出身者を中心に入植が再開され、現在まで水稲栽培や畜産が行われている。
由布島では1969年に台風で集落が壊滅状態となり廃村を余儀なくされ、住民は1971年までにほぼ全員が対岸の美原へ移住した。1972年より由布島の旧島民であった西表正治夫妻が島へ戻り、9年を費やして1981年に由布島植物園を開園。現在は島へ渡る水牛車と共に観光名所となっている。
伝統行事として秘祭アカマタ・クロマタ・シロマタが伝わっている。

## 施設
- 西表野生生物保護センター
- 竹富町立古見小学校

## 観光
- 古見のサキシマスオウノキ群落（国の天然記念物）[2]
- 古見岳
- 由布島亜熱帯植物楽園
  - 水牛車
- 平西貝塚

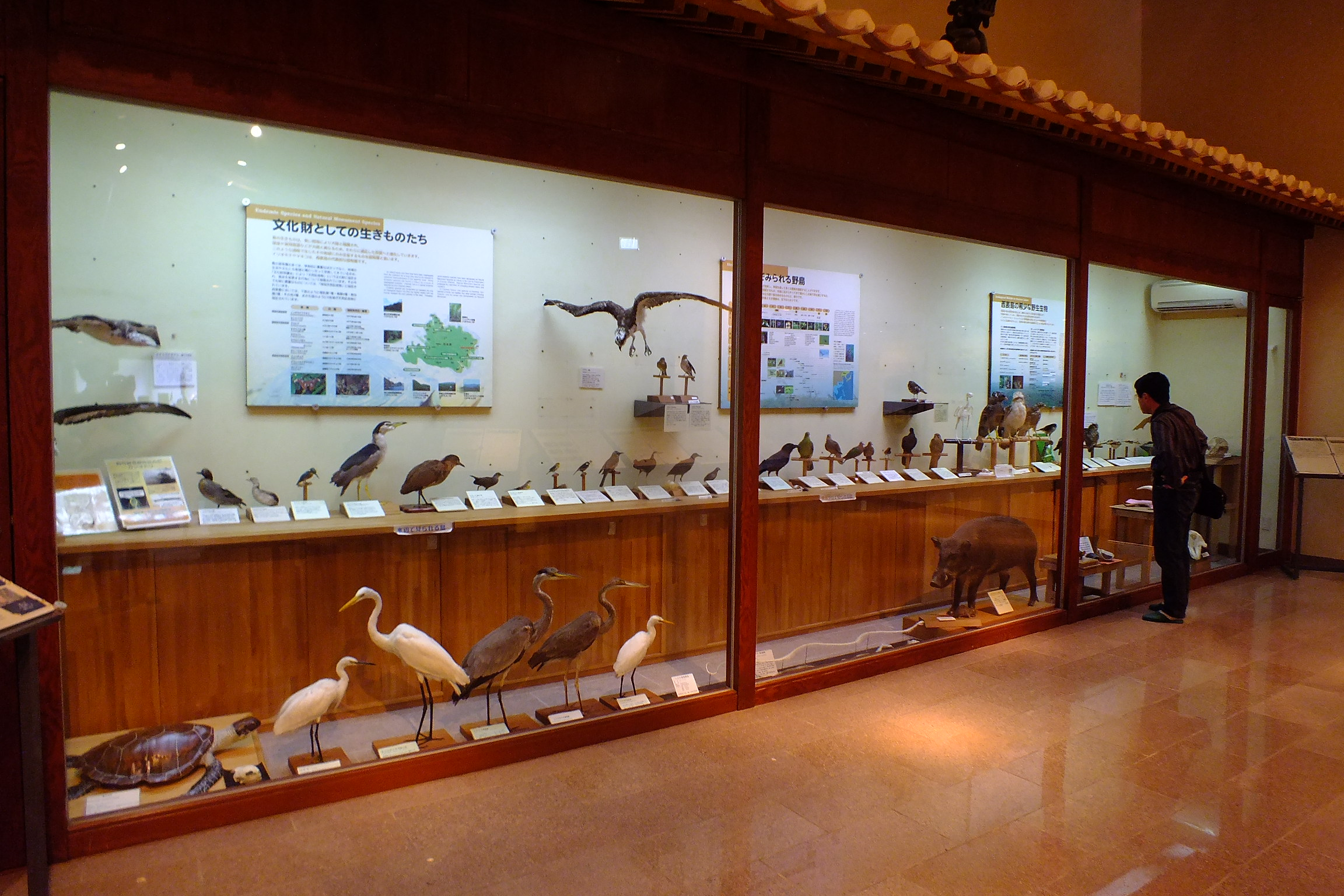
西表野生生物保護センター
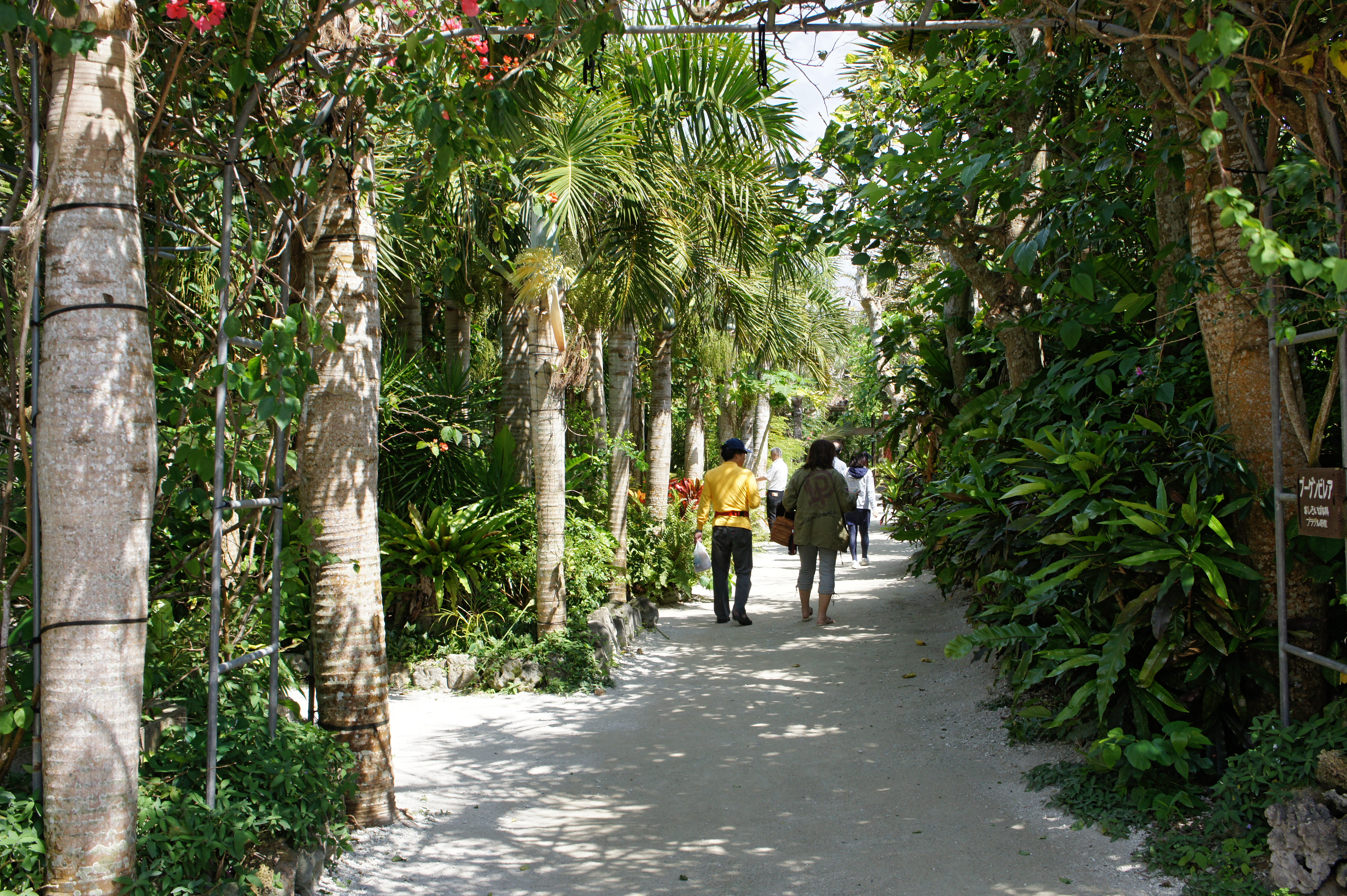
由布島亜熱帯植物楽園